# Art roman lombard
L'art roman lombard, ancien nom du premier âge roman, est un courant artistique d'Europe occidental dont certaines formes caractéristiques sont apparues en Lombardie au début du XIe siècle.

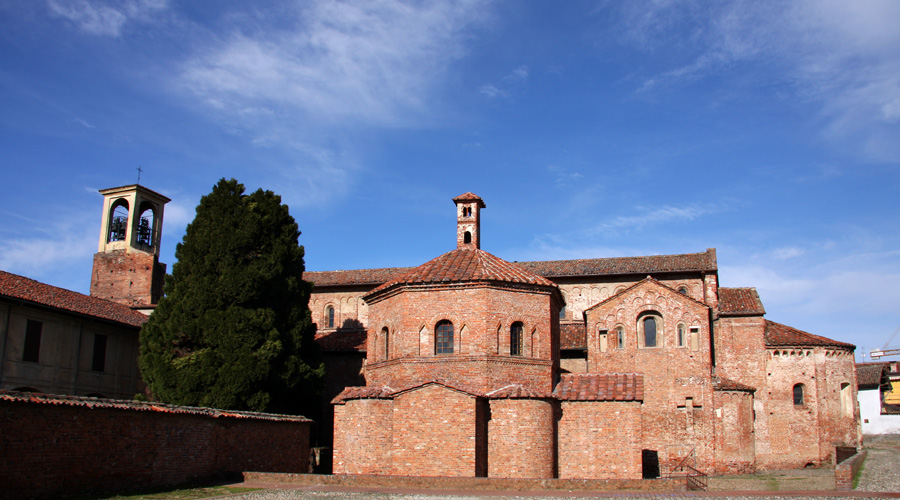
La basilica di Santa Maria Maggiore à Lomello.

## Histoire
Inspirés par les forces novatrices de l'architecture ottonienne qui prévalaient au-delà des Alpes, les constructeurs lombards ont adapté et développé ses nouvelles techniques sur tous les chantiers principalement de la péninsule italienne, de la péninsule Ibérique en Catalogne, en Bourgogne ainsi que dans le Sud de la France.
En Catalogne, les églises romanes d'influence lombarde de la Vall de Boí sont inscrites sur la liste du patrimoine mondial de l'humanité établie par l'Unesco en 2000.
Le roman lombard regroupe les disciplines artistiques de l'architecture, de la sculpture et de la peinture.

### Architecture
Le sobre décor extérieur est marqué par de fines bandes verticales ou « lésènes » reliées entre elles par de petites arcatures en plein cintre qui souligne la partie supérieure des absides mais aussi des murs latéraux de la nef et les hautes constructions comme les tours et les clochers. Le plan basilical est le plus caractéristique avec à trois nefs couvertes de voûtes d'arêtes et de trois absides orientées. À l'intérieur, la technique de construction des voûtes en pierre évolue surtout dans l'édification de cryptes dont la grande popularité autour de l’an mil correspond à l’essor du culte voué aux reliques. Premiers déambulatoires. Les murs sont enduits et peints aussi de cycles de fresques.

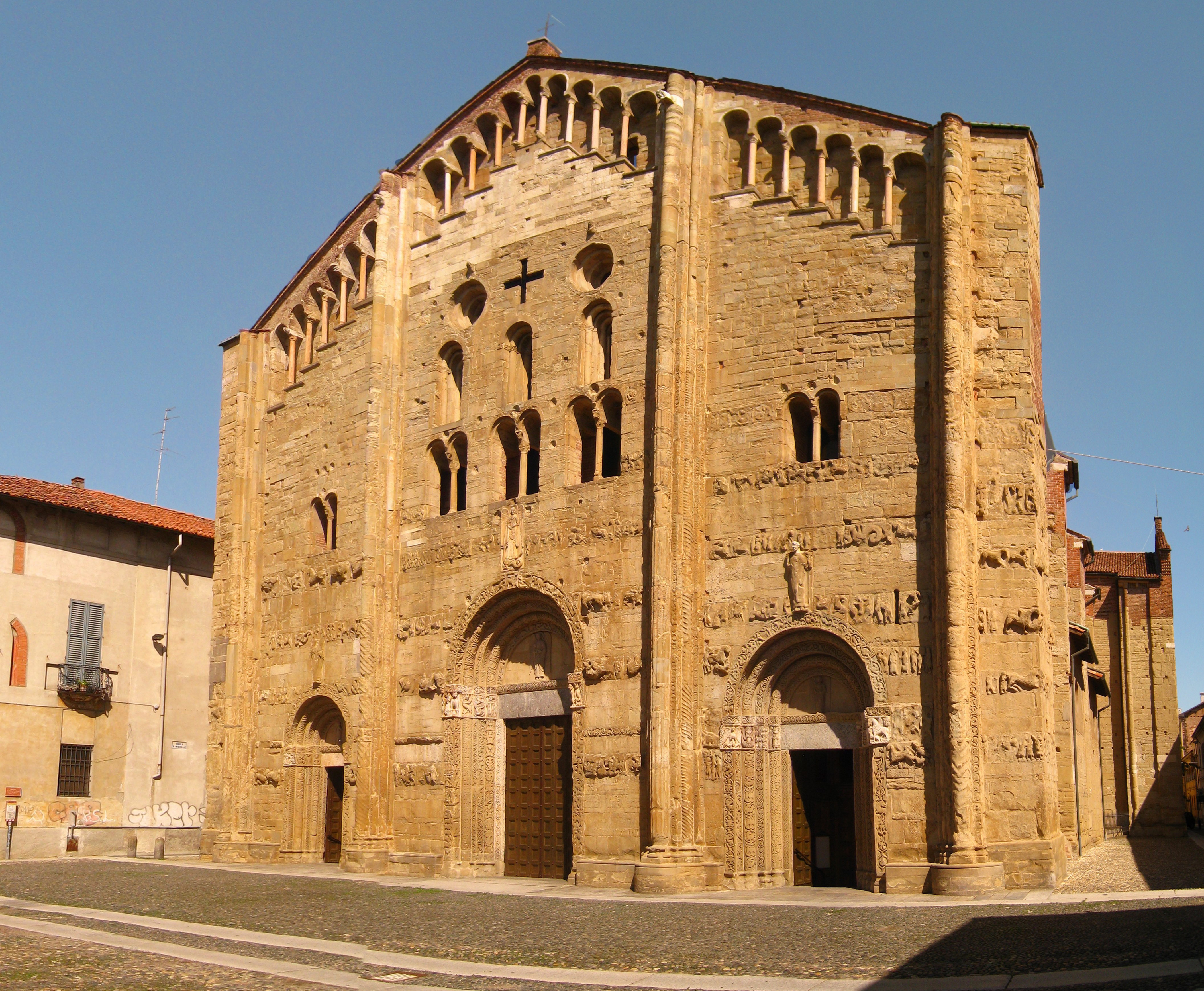
Basilique San Michele Maggiore à Pavie.
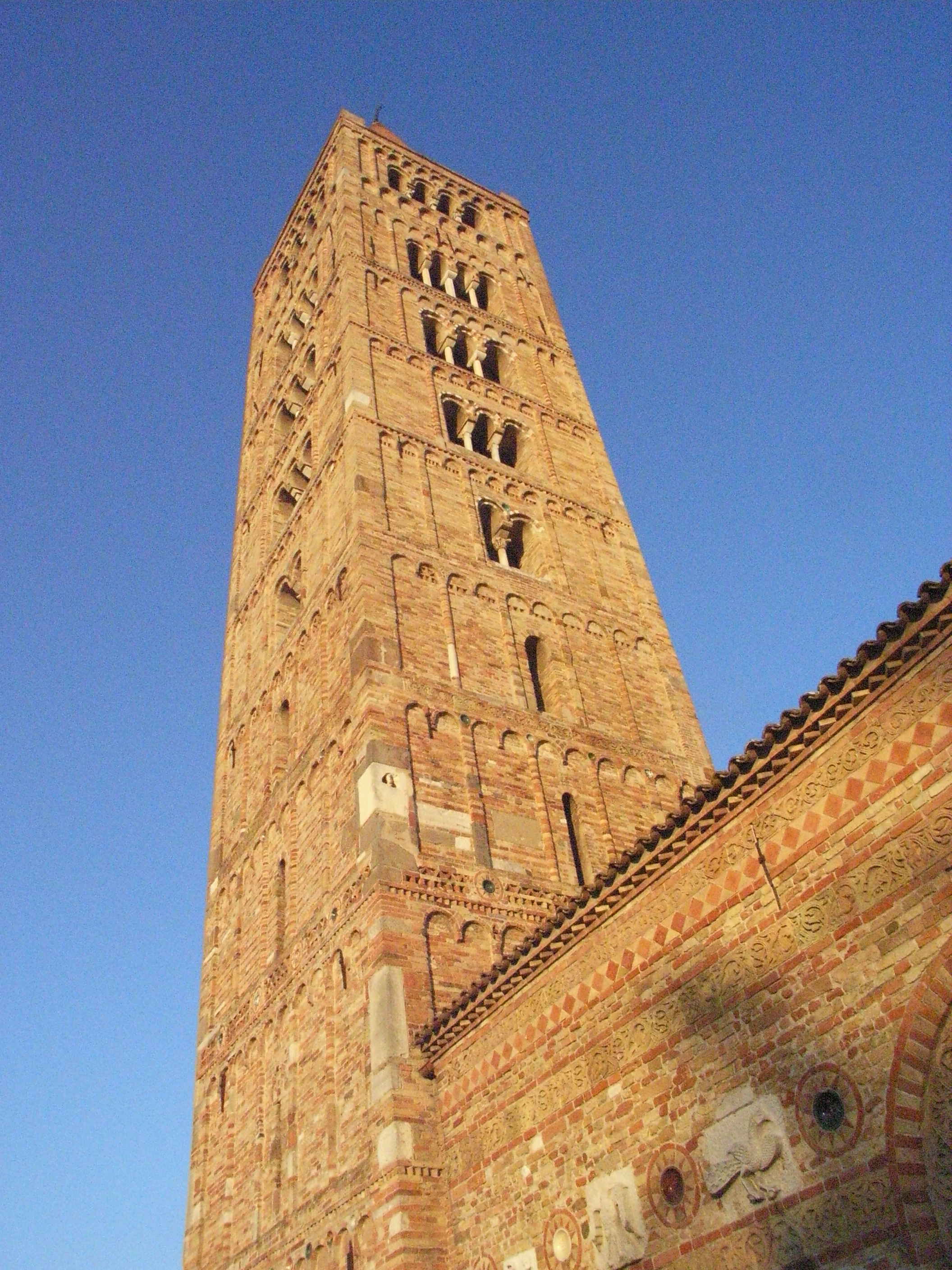
Campanile de l'abbaye de Pomposa.
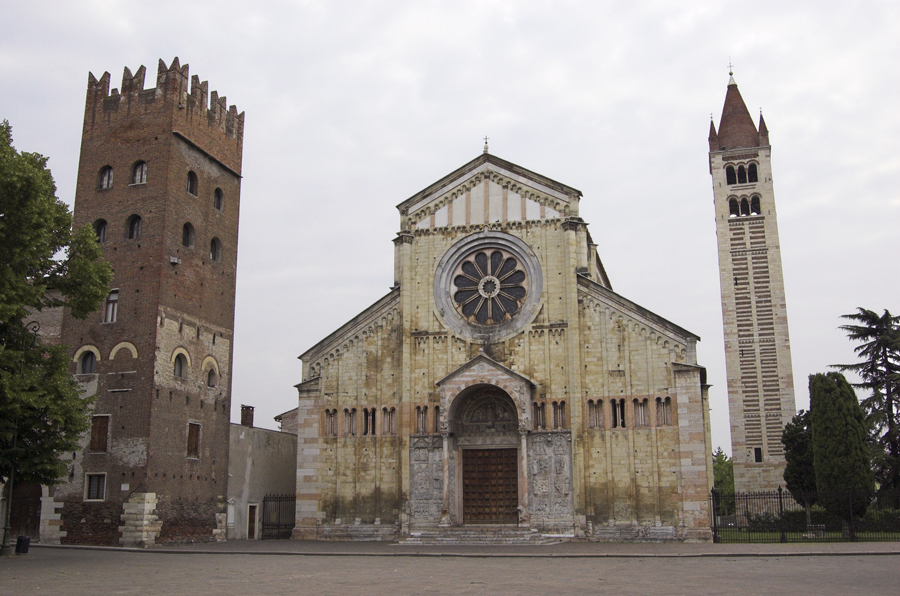
Basilique Saint-Zénon de Vérone à Vérone.
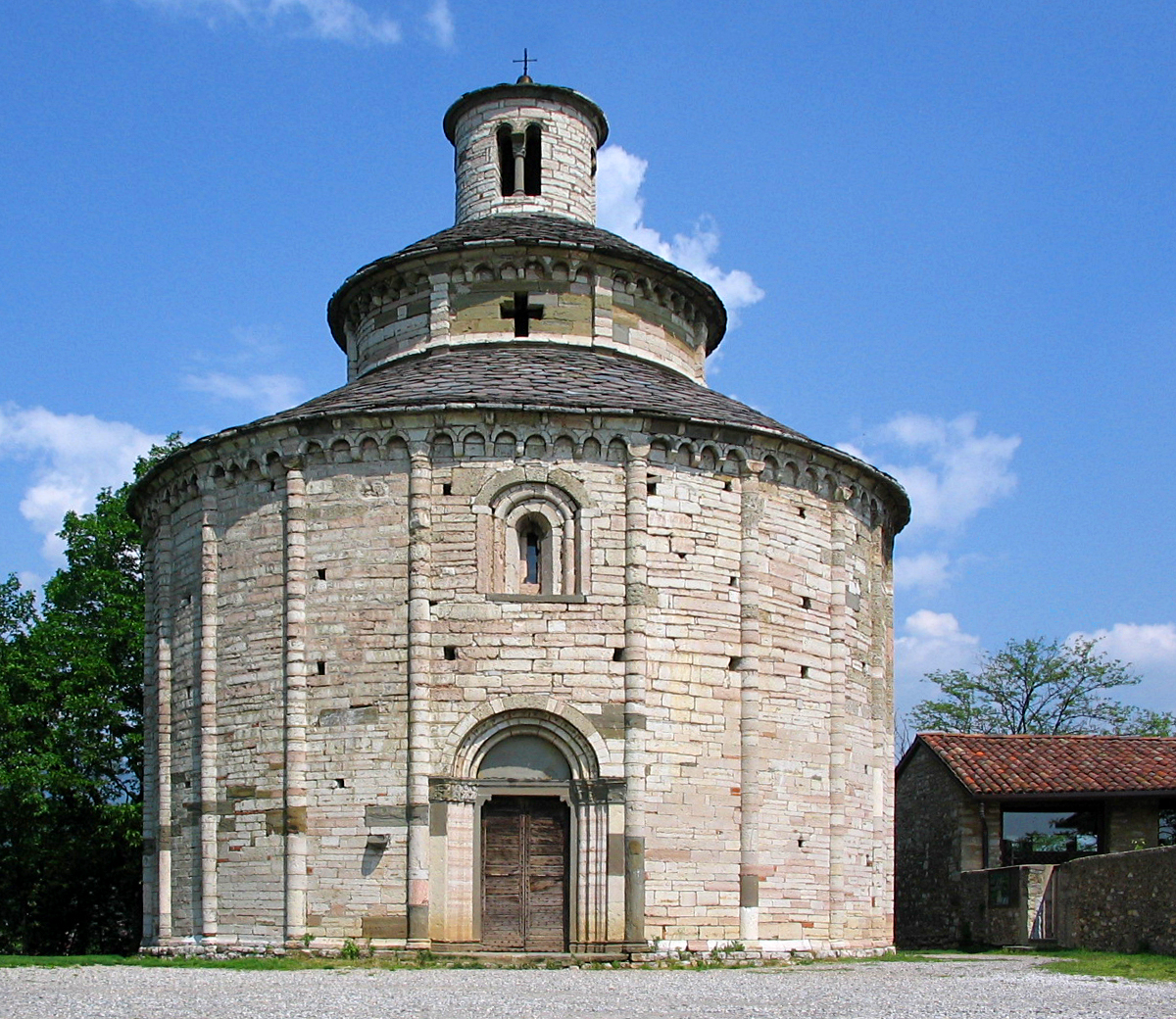
Rotonde de san Tomè à Almenno San Bartolomeo.
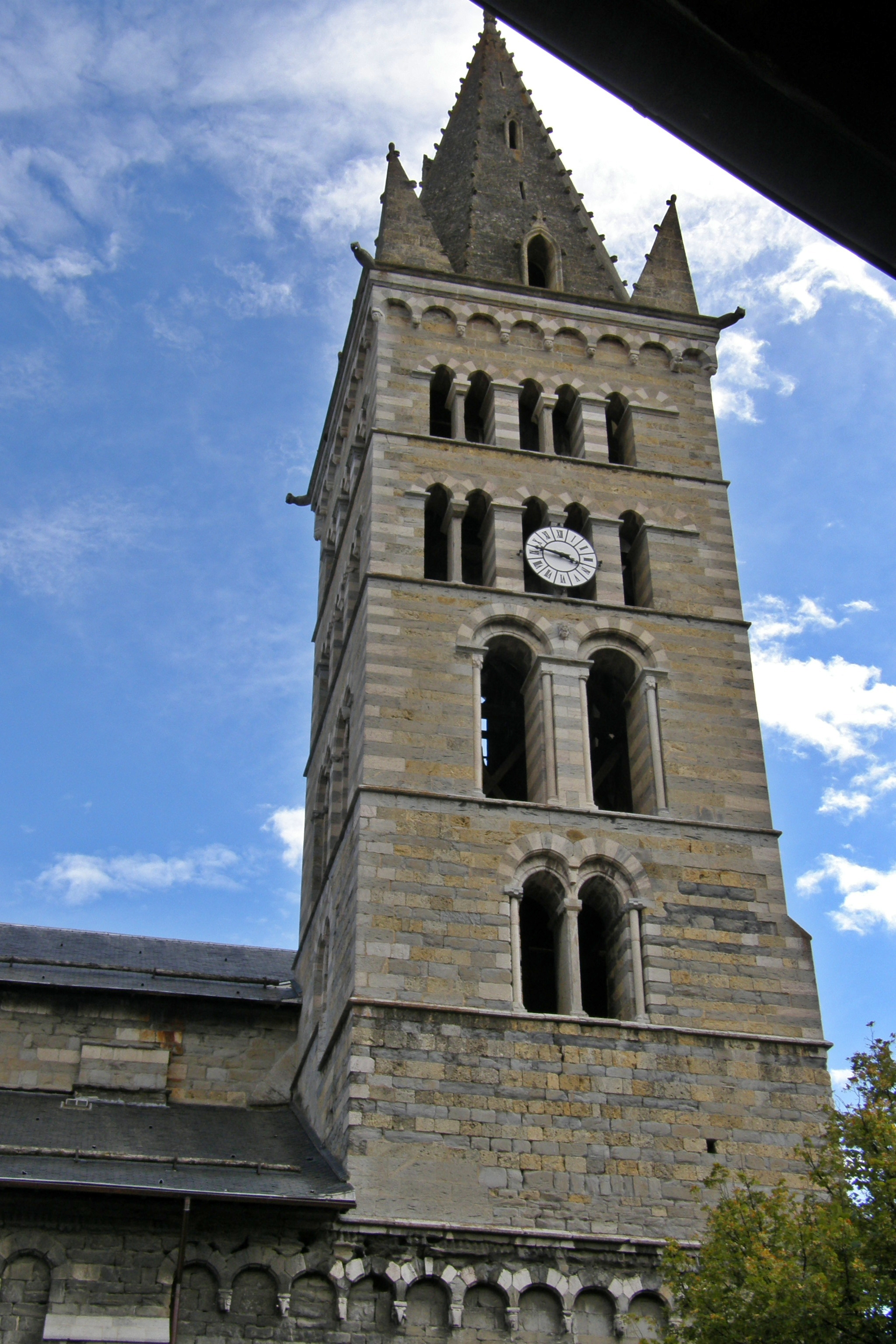
Cathédrale d'Embrun.
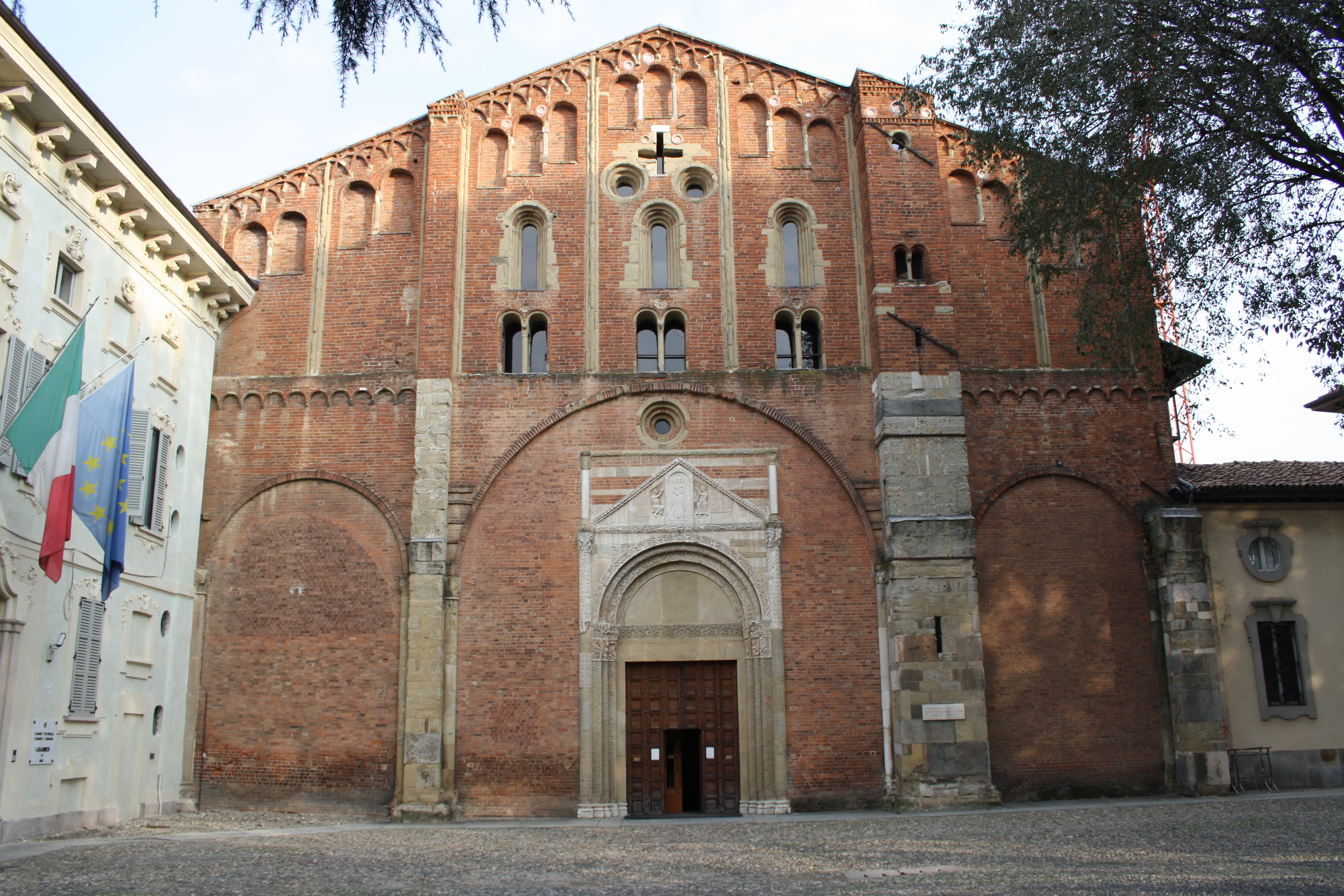
Basilique San Pietro in Ciel d'Oro à Pavie.
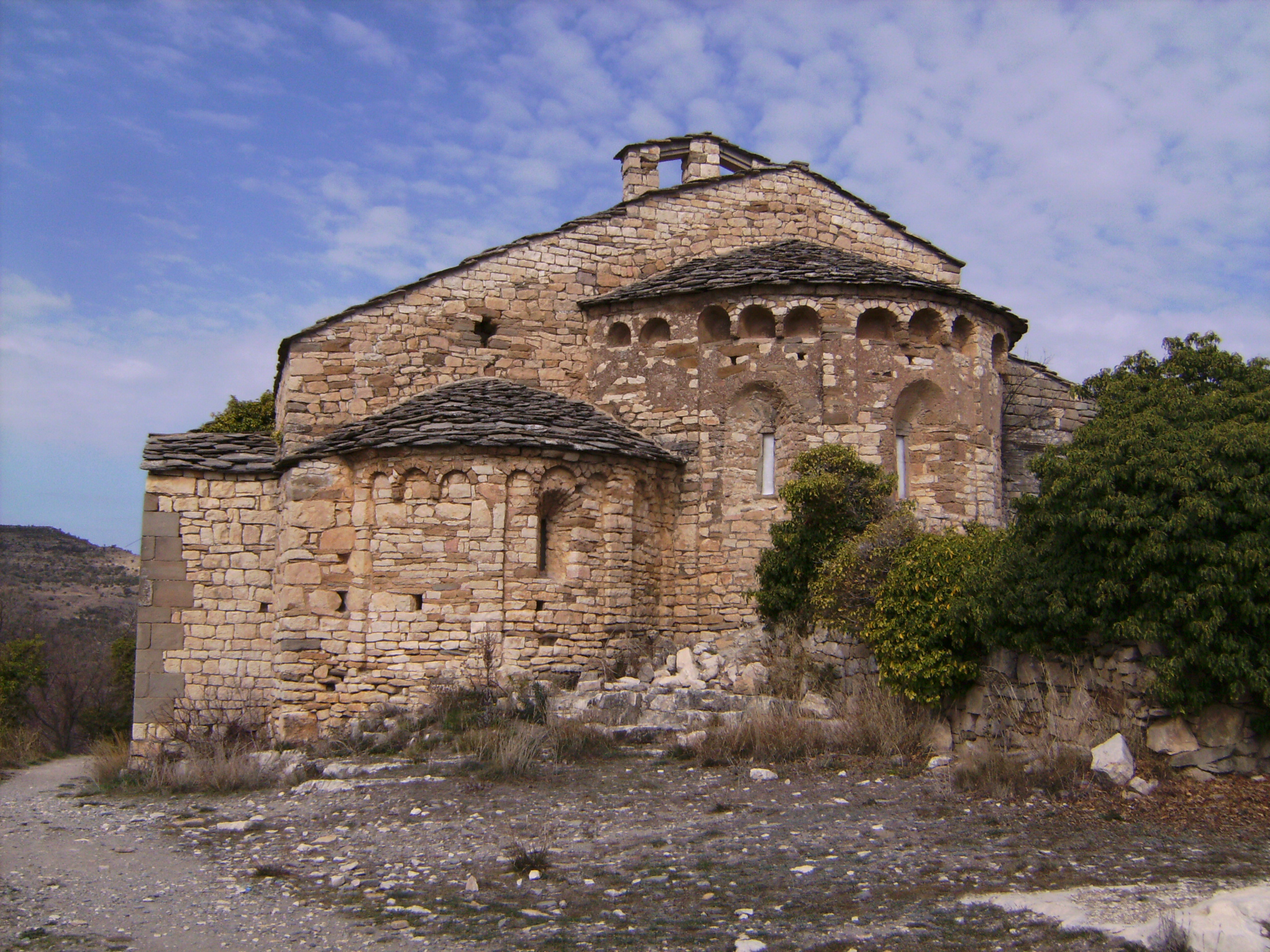
Extérieur des absides du monastère de Santa María de Mur.

### Sculpture
Dès le VIIIe siècle, elle est représentée par les maestri comacini, probablement originaires de Côme, corporation itinérante spécialisée dans la construction et la taille de pierre, souvent anonymes, qui réalisèrent des œuvres dans la plupart des villes européennes parmi lesquelles Gênes, Venise, Rome, Vienne, Saint-Pétersbourg, Prague, Ludwigsbourg, Graz, Passau, qui doivent, en plus ou moins grande partie, leur actuel aspect architectural à la présence d'ouvriers et  d'architectes comacini. Du XIIe  au  XIVe siècle, leur succèdent les maestri campionesi, corporation de sculpteurs originaires de Campione d'Italia. Les principaux sculpteurs de ces deux écoles dont nous connaissons les noms sont Wiligelmo, Niccolò, Benedetto Antelami, Anselmo da Campione et Arrigo da Campione.

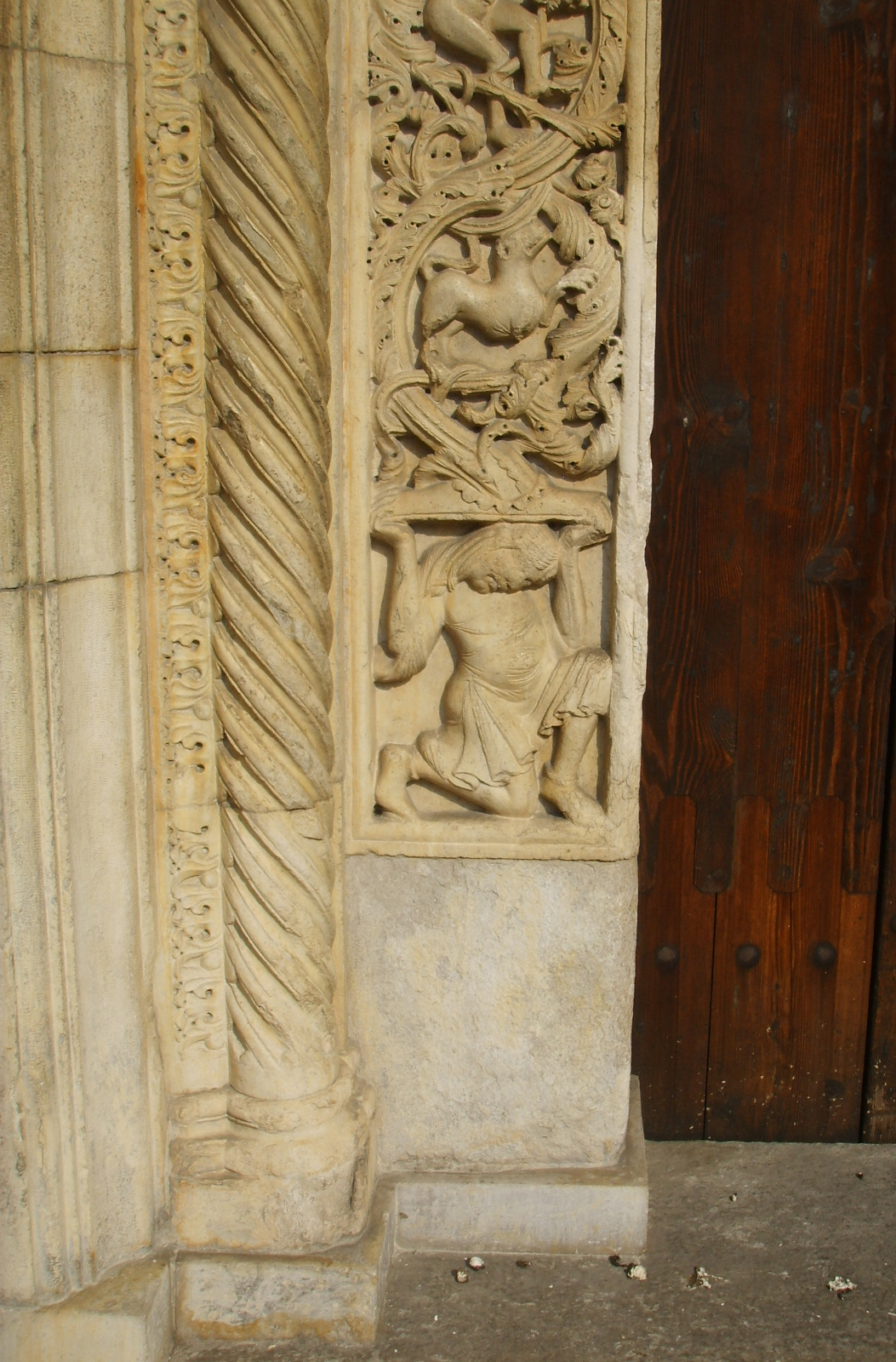
Détails de la cathédrale de Modène œuvre de Wiligelmo.
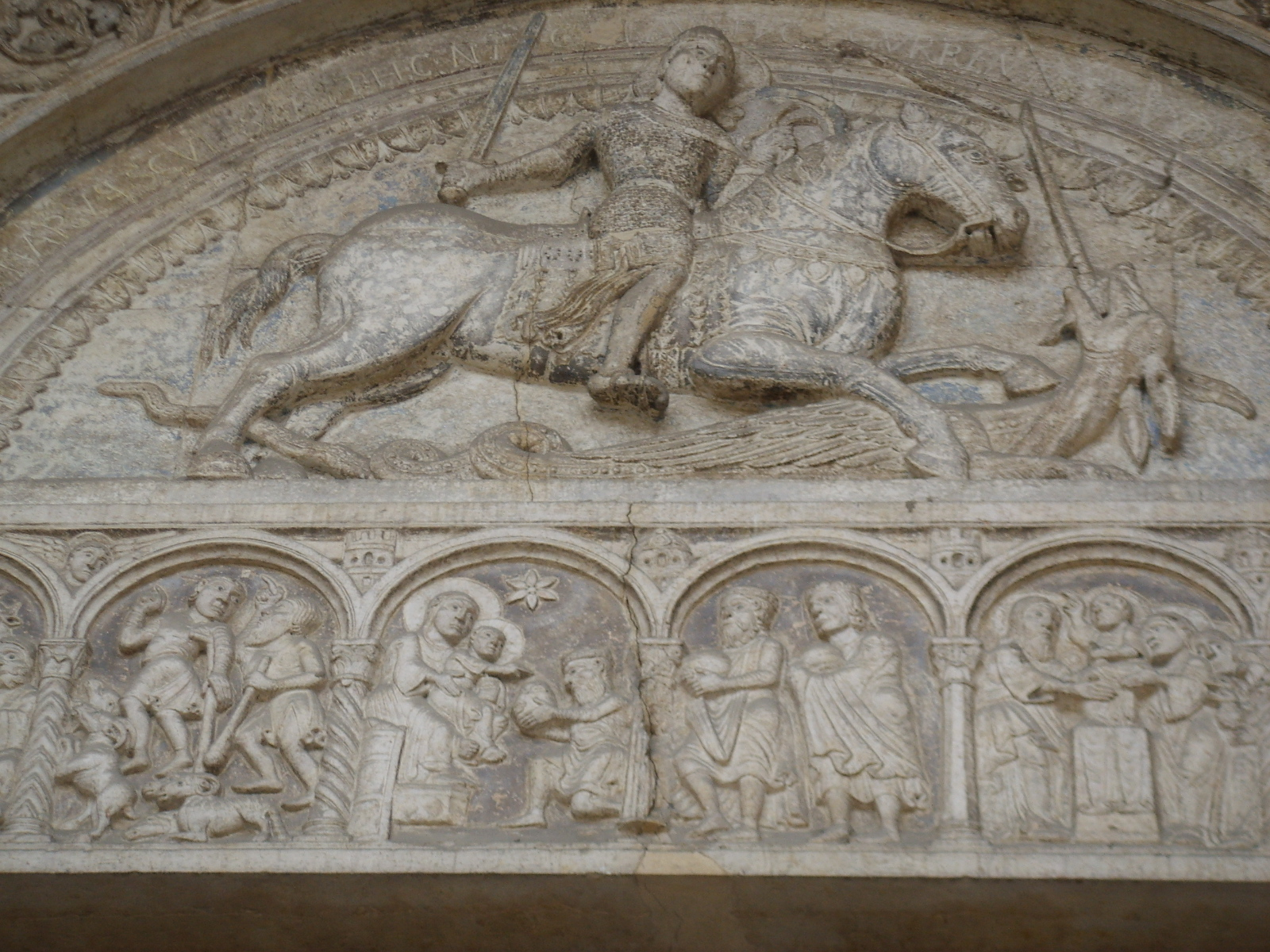
Détails de Niccolò de la cathédrale de Ferrare.
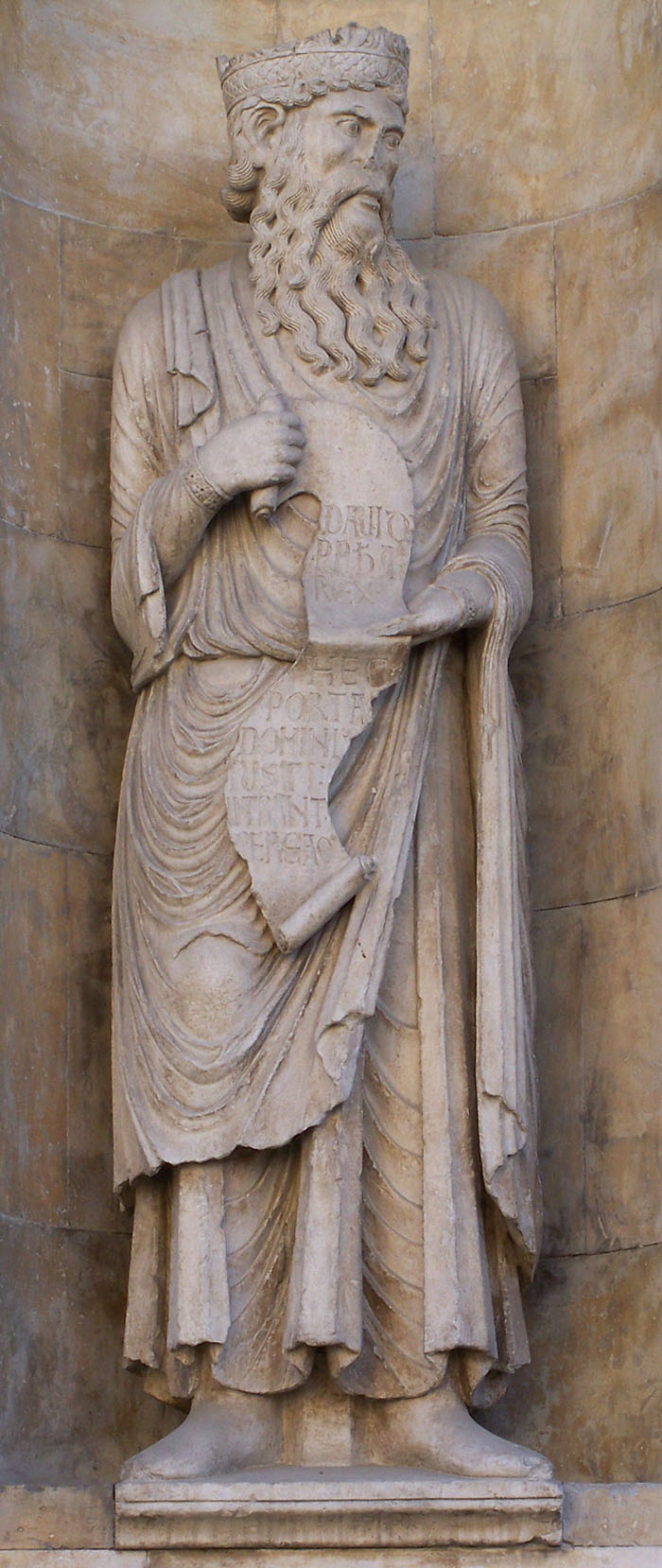
Le roi David de Benedetto Antelami au dôme de Fidenza.
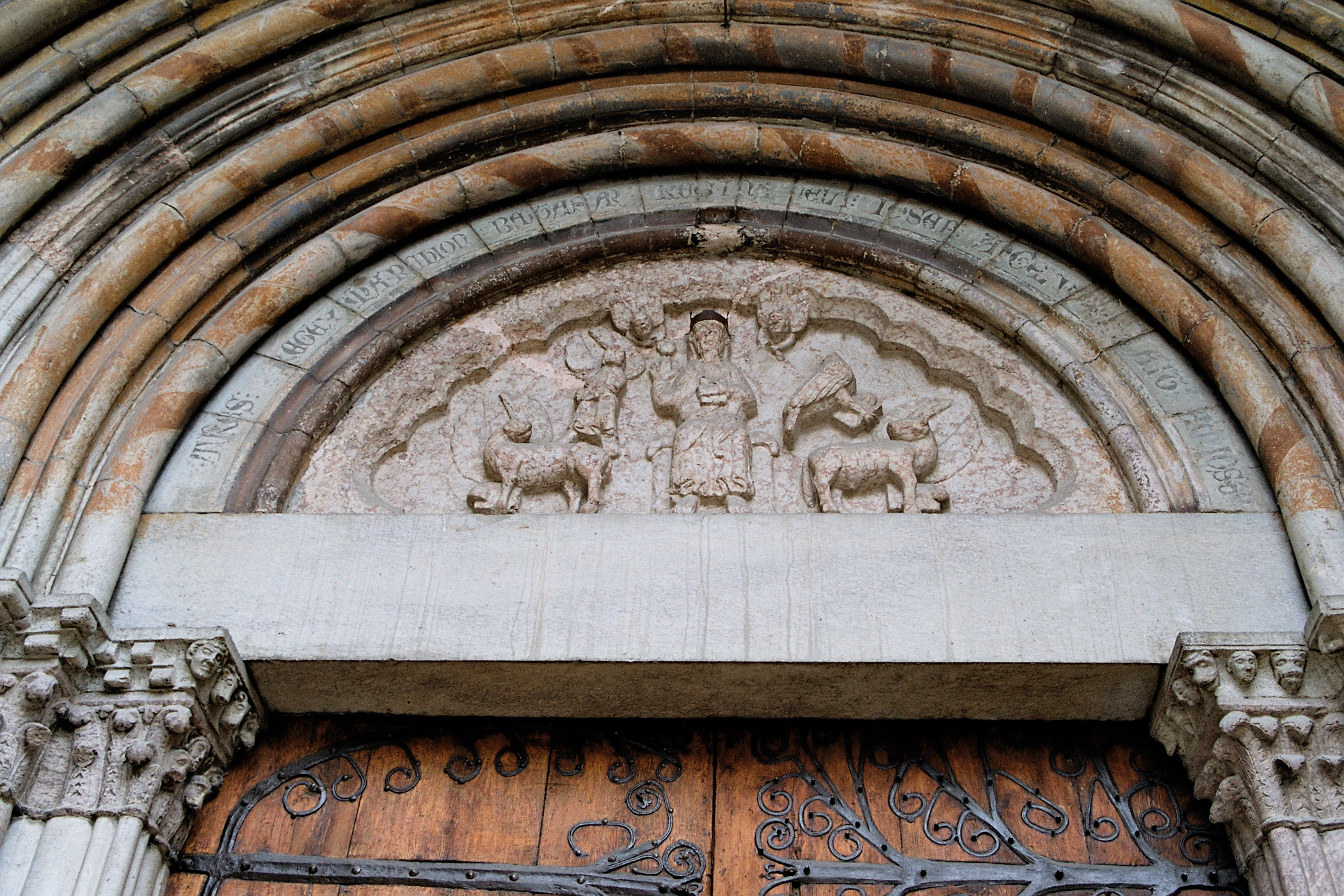
Porche du Réal d'Embrun

### Peinture
Dans la géographie lombarde, de cette période, il reste seulement de rares fragments relatifs à des périodes tardives. Un intéressant exemple d'affranchissement des styles dominants de l'art byzantin est constitué de peintures encore existantes dans la Province de Bolzano. Dans la crypte de l'abbaye de Marienberg (1160 environ), un bel exemple de Christ en gloire rappelle les résultats de la miniature ottonienne. Plus originaux sont les peintures fragmentaires  de l'église de San Jacopo à Termeno, où se trouve une scène du « Combat de figures monstrueuses » (fin du XIIe siècle) caractérisée d'un fort sens du mouvement et d'un trait détaché et élégant. Le cycle de fresque du Château d'Appiano (fin du XIe siècle) révèle aussi des figures allongées qui semblent anticiper les scènes aimables de la période gothique.

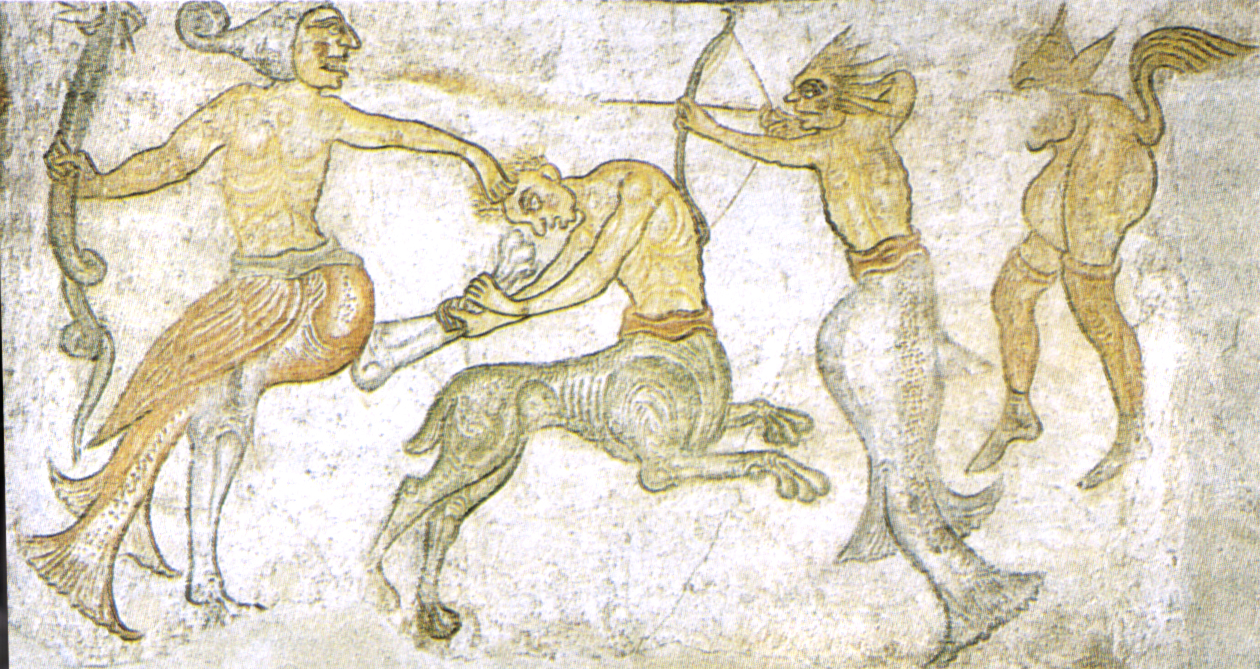
Fresques du XIIe siècle de l'église San Jacopo.
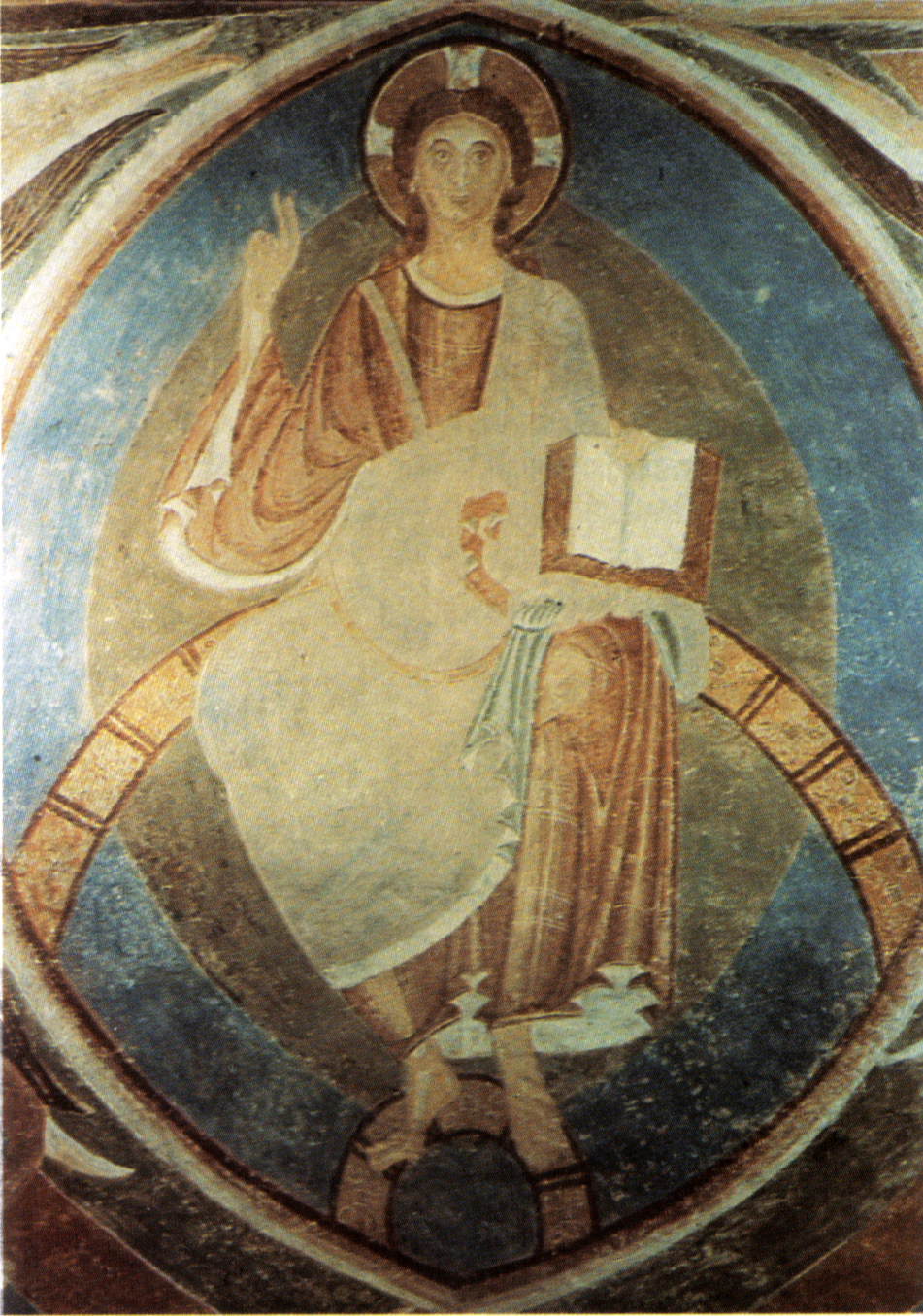
Christ en gloire (1160 environ).
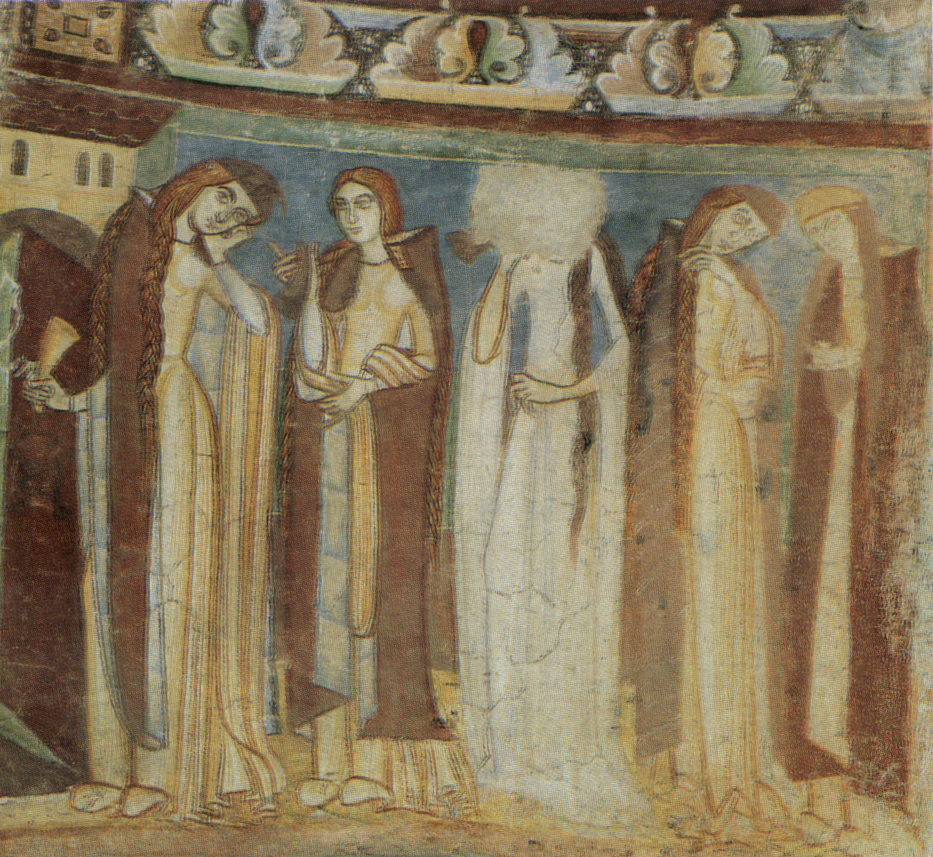
Fresques du château d'Appiano, fin du XIIe siècle.

### La mosaïque
L'essor de la mosaïque au sol, très appréciée des classes aisées et largement présent (jusqu'à la première moitié du XIIIe siècle) dans les édifices sacrés et civils, est étroitement lié à l'exceptionnel renouveau constructif qui a caractérisé l'Europe occidentale aux XIe et XIIe des siècles. La mosaïque de sol romane présente des caractéristiques particulières, telles que l'utilisation de quelques couleurs sur toute la surface décorée, presque exclusivement blanc, noir et rouge, et le mélange de carreaux et de dalles de marbre. Un noyau uniforme et particulièrement riche en mosaïques est formé par les sols en mosaïque du nord-ouest de l'Italie, de l'Émilie à la Lombardie en passant par le Piémont, caractérisé par des relations stylistiques et compositionnelles très étroites avec la sculpture et surtout avec les miniatures régionales, avec un certain goût pour la polychromie. et des programmes iconographiques particulièrement complexes, souvent basés non seulement sur des répertoires bibliques, mais aussi sur des bestiaires, des sources mythologiques et littéraires. Les mosaïques de l'abbaye de San Colombano in Bobbio et celles de la cathédrale de Casale Monferrato sont dédiées au livre des Maccabées, un style similaire montre la mosaïque Pavese du presbytère de la basilique San Michele Maggiore (aussi, comme le d'autres cités, du premier milieu du XIIe siècle) où un sujet biblique, la victoire de David sur Goliath, est associé à un épisode de la mythologie classique, la mise à mort du Minotaure par Thésée dans le labyrinthe. La mosaïque de San Michele Maggiore reprend également un thème très répandu : la représentation du temps à travers la personnification de l'année et des mois, chacun associé au travail agricole qui le caractérise, thème repris de la mosaïque de la crypte de la basilique de San Savino en Plaisance, où apparaissent également les figures des vertus cardinales, présentes tour à tour dans la mosaïque presbytérale de la chapelle Santa Maria in San Benedetto Po, dans les mosaïques de l'église Santa Maria del Popolo à Pavie (maintenant dans le Musées Civiques de la ville) et dans celui du Camposanto des Chanoines de Crémone. Alors que les mosaïques manquent complètement de sujets liés au Nouveau Testament et d'images qu'il aurait été irrespectueux de piétiner, comme celles de la Vierge ou de la croix, et moins rares sont les récits d'histoires de saints, comme la passion de Saint Eustachio, représenté (vers la fin du XIe siècle) dans une mosaïque de l'église de Santa Maria del Popolo à Pavie (maintenant dans les musées civiques de la ville).

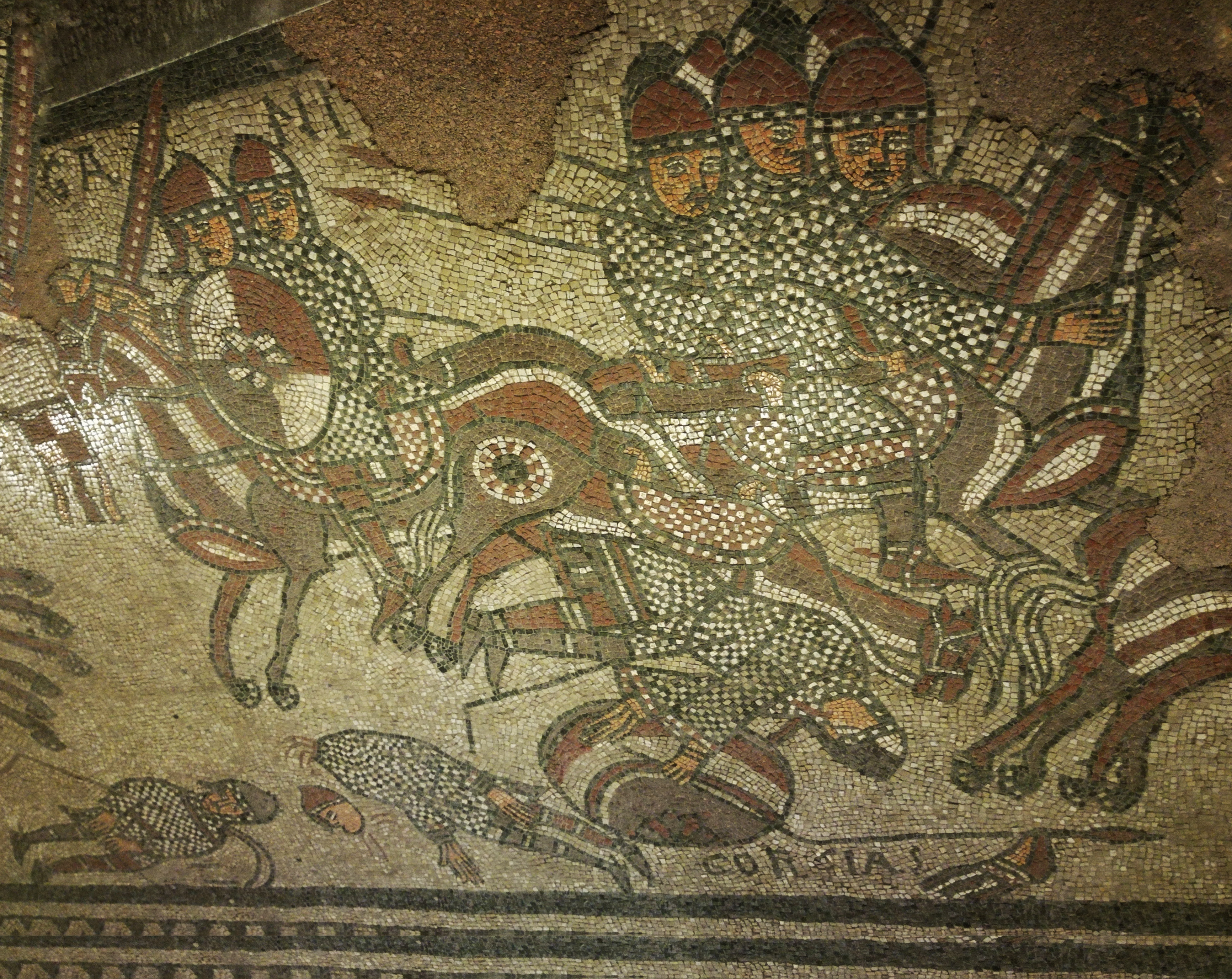
Livre des Maccabées, Abbaye de Bobbio, Bobbio
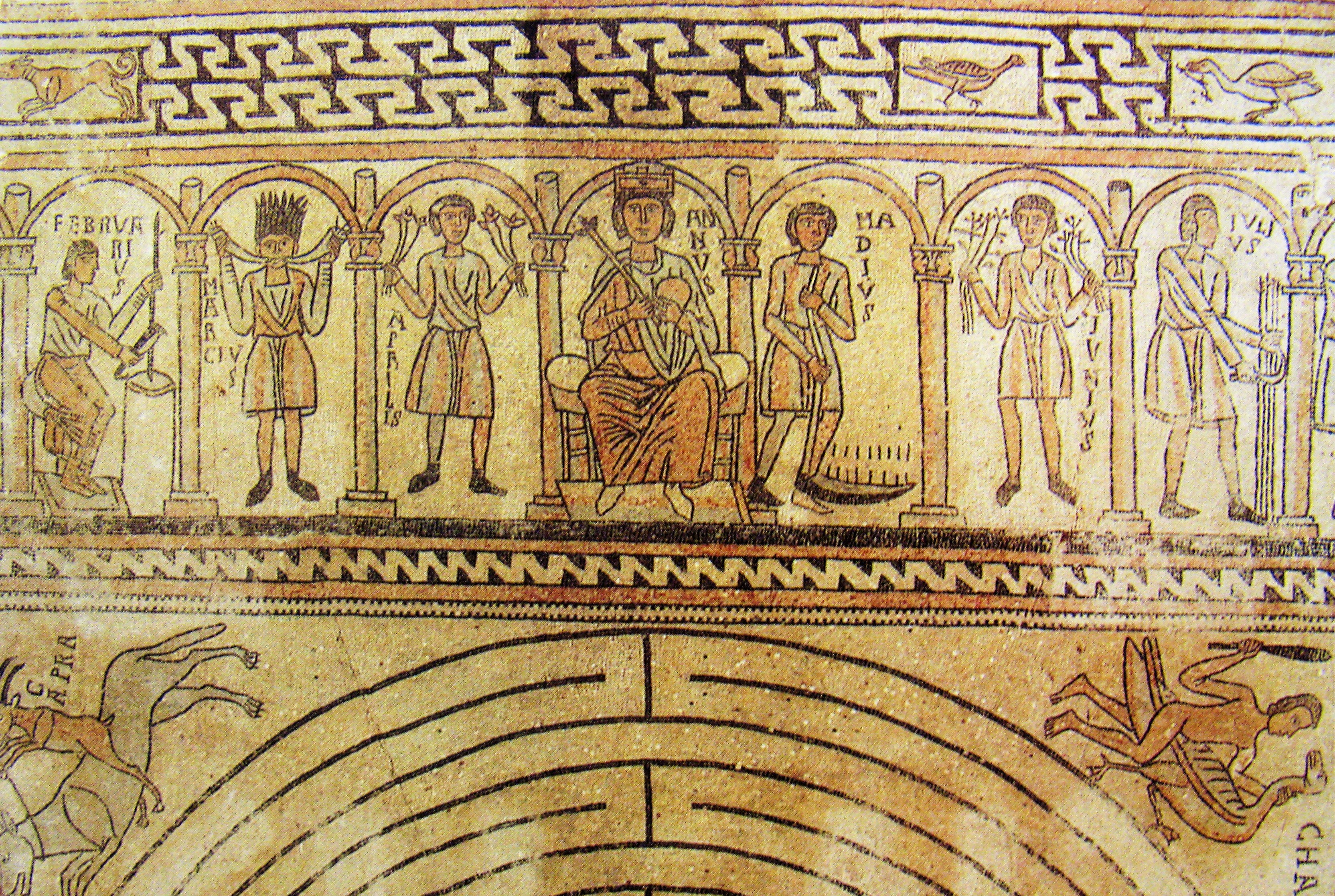
Labyrinthe et Frise des mois, Basilique San Michele Maggiore, Pavie
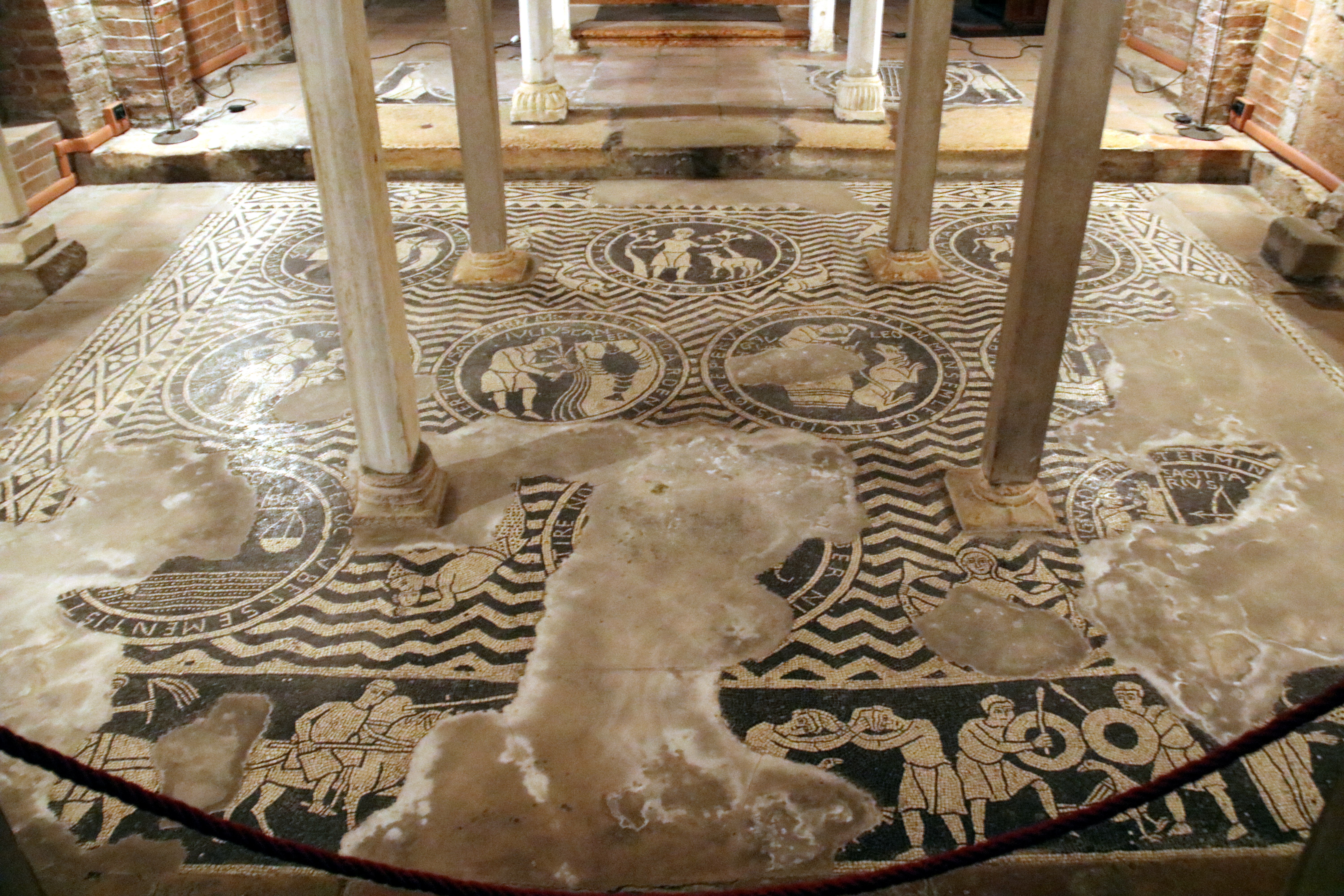
Cycle des mois, Basilica di San Savino, Plaisance
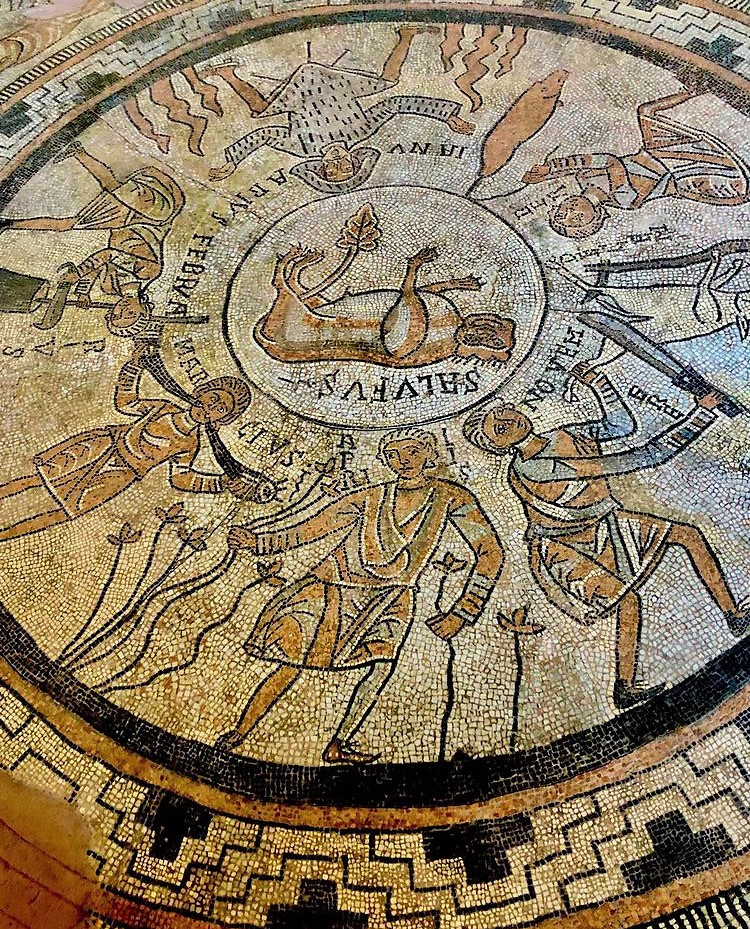
Cycle des mois, de l'église de Santa Maria delle Stuoie, Pavie, Musées civiques de Pavie
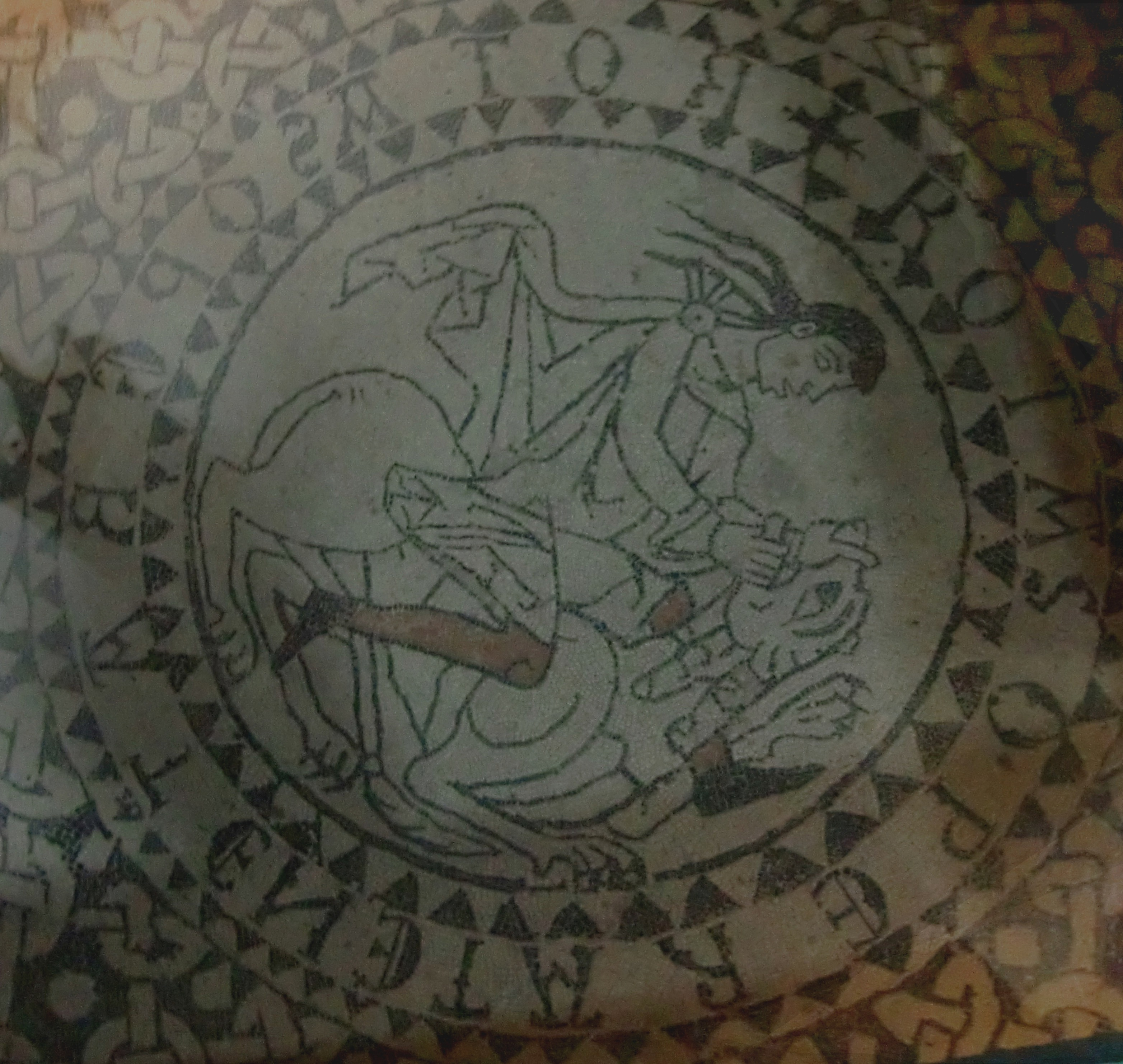
Samson tuant le lion, Collégiale de Saint-Ours, Aoste